# Андреас Крамер
Андреас Крамер (13. април 1997) је шведски атлетичар тркач на средње стазе а специјализовао се за трку на 800 метара.

## Биографија
На Европском првенству за млађе сениоре 2017. у Бидгошчу, освојило је титулу европског првака на 800 метара, испред Британца, Данијела Родена и Немца Марка Ројтера.
Његов лични рекорд на 800 метара је 1:45,13, постигнут у Карлстаду 25. јула 2017. године. У дворани на Европском првенству у Београду у марту 2017. трчао је 1:46,86, што је његов лични рекорд у дворани. Са резултатом 1:47,85 из  2016. године, он је актуелни европски рекордер за јуниоре у дворани.

## Резултати на значајним такмичењима
| Година                 | Такмичење                         | Место                           | Пласман                | Резултат               | Детаљи                                  |
| Представљајући Шведску | Представљајући Шведску            | Представљајући Шведску          | Представљајући Шведску | Представљајући Шведску | Представљајући Шведску                  |
| Скок удаљ              | Скок удаљ                         | Скок удаљ                       | Скок удаљ              | Скок удаљ              | Скок удаљ                               |
| ---------------------- | --------------------------------- | ------------------------------- | ---------------------- | ---------------------- | --------------------------------------- |
| 2015                   | Европско првенство у дворани      | Праг, Чешка                     | 26.                    | 1:50,34                |                                         |
| 2015                   | Европско јуниорско првенство У-20 | Ешилстуна, Шведска              | 6.                     | 1:50,66                |                                         |
| 2016                   | Светско првенство у дворани       | Портланд, САД                   | 8.                     | 1:49,46                |                                         |
| 2016                   | Светско јуниорско првенство У-20  | Бидгошч, Пољска                 | 11                     | 1:47,65                |                                         |
| 2017.                  | Европско првенство у дворани      | Београд, Србија                 | 9.                     | 1:49,53                |                                         |
| 2017.                  | Европско првенство У-23           | Бидгошч, Пољска                 |                        | 1:48.15                |                                         |
| 2017.                  | Светско првенство                 | Лондон, Уједињено Краљевство    | 11.                    | 1:46,25                |                                         |
| 2018.                  | Светско првенство у дворани       | Бирмингем, Уједињено Краљевство | 7.                     | 1:47,21                | Архивирано на веб-сајту (10. март 2018) |
| 2018.                  | Европско првенство                | Берлин, Немачка                 |                        | 1:45.03                |                                         |

## Лични рекорди
| Дисциплина | Дисциплина   | Резултат | Место    | Датум             |
| ---------- | ------------ | -------- | -------- | ----------------- |
| 800 м      | на отвореном | 1:45,03  | Карлстад | 25. јул 2018.     |
| 800 м      | у сали       | 1:46,52  | Карлсруе | 12. фебруар 2019. |